# Radu I da Valáquia
Radu I, em romeno, Radu I (1330 - 1383) foi um Príncipe da Valáquia, e membro da dinastia Bassarabe, como filho de Nicolau Alexandre da Valáquia e da sua esposa Maria Lackfy, sendo meio-irmão de Ladislau I. Radu sobe ao poder após 9 de Julho de 1374, altura do último documento que atesta o seu irmão Ladislau como ainda vivo. Não há referências internas do seu reinado, embora haja algumas referências externas, como documentos do 
Reino da Hungria, uma crónica italiana contemporânea que o menciona, uma inscrição nas paredes da Catedral de Curtea de Argeș, e algumas moedas emitidas pelo príncipe.
As relações com a Hungria estavam tensas, visto que Radu se recusava a servir o seu suserano, o rei Luís I da Hungria, mantendo-se-lhe infiel, o que resultou num conflito armado. Estas relações estão confirmadas nos registos da República de Veneza.  
Radu é considerado um dos príncipes mais ativos da História da Valáquia, visto que construiu um grande número de igrejas, como a de  Tismana, o mosteiro de Cozia e o de Cotmeana, sendo este último o mais importante. Foram construídas também as Catedrais de de Severin (c. 1380) e Arges. (9 de Maio de 1381) e o Mosteiro católico de Târgoviște.
Um evento importante que decorreu no seu reinado foi a trasladação dos  restos de Santa Filofteia de Veliko Tarnovo (Bulgária) para Arges. O acontecimento ocorreu em c.1384, e é representado na Catedral de Arges, que passou a ser o edifício protetor da santa. 
Uma inscrição em Arges refere Radu como:„domn singur stăpânitor al Ungrovlahiei, al Vidinului și al oblastiei Vidinului“ ("governador de Ungrovlaia, Vidin e o Oblast de Vidin"). É um facto que as relações de Radu comos Czarados Búlgaros de Tarnovo e Vidin eram tensas, visto que o seu irmão Ladislau tentara conquistar o Czarado de Vidin., mas depois acabara por devolvê-lo ao seu governante de direito. É possível que tenha acontecido o mesmo com Radu, mas esta teoria carece de provas.
A data exata da morte de Radu não é de todo conhecida, assim como a sua sepultura. Com as investigações arqueológicas feitas em 1920, foi encontrada uma sepultura bastante rica, datadado final do seculo XV, que se crê ser de Radu, o que mostra que, na sua época, a corte valaquiana de Radu era uma das mais ricas da Europa, não tendo distinção ou qualquer comparação com as cortes contemporâneas da Europa Ocidental ou do Império Bizantino.

## Casamento e descendência
Do seu primeiro casamento com Ana (m. 1354 ou 1355, Radu teve:
- Dan (1354-23 de Setembro de 1386), Príncipe da Valáquia, sucedeu ao pai em 1383.

Do seu segundo casamento, em c. 1354 ou 1355, com Isabel Ana Calea, teve:
- Mircea (1355-31 de Janeiro de 1418), Príncipe da Valáquia, sucedeu ao irmão em 1386
- Staico